# VIIIe législature des Cortes d'Aragon
La VIIIe législature des Cortes d'Aragon est un cycle parlementaire des Cortes d'Aragon, d'une durée de quatre ans, ouvert le 21 juin 2011, à la suite des élections du 22 mai précédent, et clos le 31 mars 2015.

## Bureau
| Poste                    | Titulaire        | Parti | Parti | Circonscription |
| ------------------------ | ---------------- | ----- | ----- | --------------- |
| Président                | José Ángel Biel  |       | PAR   | Teruel          |
| Première vice-présidente | Rosa Plantagenet |       | PP    | Saragosse       |
| Second vice-président    | Javier Velasco   |       | PSOE  | Teruel          |
| Premier secrétaire       | Miguel Navarro   |       | PP    | Teruel          |
| Second secrétaire        | Alfonso Vicente  |       | PSOE  | Saragosse       |

## Groupes parlementaires
| Nom | Nom                        | Début | Fin | Porte-parole                                |
| --- | -------------------------- | ----- | --- | ------------------------------------------- |
|     | Groupe populaire           | 30    | 30  | Antonio Torres                              |
|     | Groupe socialiste          | 22    | 22  | Javier Sada                                 |
|     | Groupe aragonais           | 7     | 7   | Alfredo Boné                                |
|     | Groupe Union aragonaisiste | 4     | 4   | Nieves Ibeas José Luis Soro (28/01/2014)    |
|     | Groupe IU Aragón           | 4     | 4   | Adolfo Barrena Patricia Luquin (04/09/2013) |

## Commissions parlementaires
| Commission | Président                      | Parti | Parti | Circonscription |
| --- | ------------------------------ | ----- | ----- | --------------- |
| Commissions permanentes législatives                                                                               |                                |       |       |                 |
| Commission institutionnelle et du développement statutaire                                                         | Carmen Susín                   | PP    |       | Huesca          |
| Commission des Finances, des Budgets et de l'Administration publique                                               | Vicente Larred                 | PSOE  |       | Teruel          |
| Commission de l'Économie et de l'Emploi                                                                            | Arturo Aliaga                  | PAR   |       | Huesca          |
| Commission de l'Économie et de l'Emploi                                                                            | Manuel Blasco (27/02/2012)     | PAR   |       | Saragosse       |
| Commission de l'Innovation et des Nouvelles technologies Commission de l'Industrie et de l'Innovation (08/02/2012) | Eduardo Peris                  | PP    |       | Saragosse       |
| Commission de l'Agriculture, de l'Élevage et de l'Environnement                                                    | Joaquín Salvo                  | PP    |       | Saragosse       |
| Commission de l'Agriculture, de l'Élevage et de l'Environnement                                                    | Fernando González (17/06/2014) | PP    |       | Huesca          |
| Commission des Travaux publics, de l'Urbanisme, du Logement et des Transports                                      | Fernando Galve                 | PP    |       | Teruel          |
| Commission de la Politique territoriale et de l'Intérieur                                                          | José Leciñena                  | PP    |       | Saragosse       |
| Commission de la Politique territoriale et de l'Intérieur                                                          | Ángeles Orós (21/09/2011)      | PP    |       | Saragosse       |
| Commission de la Santé, du Bien-être social et de la Famille                                                       | Ricardo Canals                 | PP    |       | Saragosse       |
| Commission de la Santé, du Bien-être social et de la Famille                                                       | Ignacio Herrero (01/03/2012)   | PP    |       | Saragosse       |
| Commission de l'Éducation, de l'Enseignement supérieur, de la Culture et des Sports                                | Ramón Celma                    | PP    |       | Saragosse       |
| Commissions permanentes non-législatives                                                                           |                                |       |       |                 |
| Commission du Règlement et du Statut des députés                                                                   | José Ángel Biel                | PAR   |       | Teruel          |
| Commission des Comparutions et des Pétitions citoyennes                                                            | Ana Marín                      | PP    |       | Teruel          |

## Gouvernement et opposition
| Candidat                 | Date                                       | Vote       |    |      |     |     |    | Résultat |
| Candidat                 | Date                                       | Vote       | PP | PSOE | PAR | CHA | IU | Résultat |
| Luisa Fernanda Rudi (PP) | 13 juillet 2011 (majorité absolue requise) | Oui        | 30 |      | 7   |     |    | 37 / 67  |
| Luisa Fernanda Rudi (PP) | 13 juillet 2011 (majorité absolue requise) | Non        |    | 22   |     | 4   | 4  | 30 / 67  |
| Luisa Fernanda Rudi (PP) | 13 juillet 2011 (majorité absolue requise) | Abstention |    |      |     |     |    | 0 / 67   |

## Désignations

### Sénateurs
| Parti | Parti | Sénateurs désignés | Voix |
| ----- | ----- | ------------------ | ---- |
| PP    |       | Gustavo Alcalde    | 34   |
| PSOE  |       | Marcelino Iglesias | 25   |

- Désignation : 13 juillet 2011.
- Gustavo Alcalde (PP) est remplacé en février 2012 par Ricardo Canals Lizano par 35 voix favorables.